# Euroleague Basketball 2016-2017 - Play-off
La fase dei play-off della Euroleague Basketball 2016-2017 si disputa dal 18 aprile al 2 maggio 2017.
Le serie si giocano al meglio delle 5 partite, secondo il formato 2-2-1: ovvero gara 1, 2 e l'eventuale gara 5 si giocano in casa delle teste di serie (prime e seconde classificate della Top 16). La squadra che si aggiudica tre gare si qualifica per la Final Four.

## Risultati
| Squadra 1           | Totale | Squadra 2                  | Gara 1 | Gara 2 | Gara 3 | Gara 4 | Gara 5 |
| ------------------- | ------ | -------------------------- | ------ | ------ | ------ | ------ | ------ |
| Real Madrid         | 3–1    | Darüşşafaka Doğuş Istanbul | 83–75  | 80–84  | 88–81  | 89–78  |        |
| Panathinaikos Atene | 0–3    | Fenerbahçe Istanbul        | 58–71  | 75–80  | 61–'79 |        |        |
| Olympiacos Atene    | 3–2    | Anadolu Efes Istanbul      | 87–72  | 71–73  | 60–64  | 74–62  | 87–78  |
| CSKA Mosca          | 3–0    | Baskonia Vitoria           | 98–90  | 84–82  | 90–88  |        |        |

### Real Madrid - Darüşşafaka Doğuş
| Arbitri: | Luigi Lamonica Borys Ryzhyk Matej Boltauzer |

|                                     |            |                                      |
| Llull 23 Ayón 14 Randolph, Hunter 9 | Punti      | 21 Wanamaker 15 Clyburn 11 Harangody |
| Llull 6                             | Assist     | 3 Bertāns                            |
| Randolph 7                          | Rimbalzi   | 6 Žižić                              |
| Pablo Laso                          | Allenatori | David Blatt                          |

| Arbitri: | Chrīstos Christodoulou Ilija Belosevic Piotr Pastusiak |

|                                      |            |                                            |
| Llull 22 Ayón 16 Thompkins, Taylor 9 | Punti      | 21 Wanamaker 17 Žižić, Wilbekin 13 Clyburn |
| Dončić, Llull 6                      | Assist     | 4 Wanamaker, Wilbekin                      |
| Ayón 8                               | Rimbalzi   | 8 Anderson, Žižić                          |
| Pablo Laso                           | Allenatori | David Blatt                                |

| Arbitri: | Sasa Pukl Milivoje Jovcic Oļegs Latiševs |

|                                   |            |                              |
| Žižić 20 Wilbekin 18 Wanamaker 17 | Punti      | 21 Carroll 18 Ayón 13 Dončić |
| Wanamaker 9                       | Assist     | 6 Llull                      |
| Anderson 7                        | Rimbalzi   | 9 Ayón                       |
| David Blatt                       | Allenatori | Pablo Laso                   |

| Arbitri: | Damir Javor Sreten Radovic Fernando Rocha |

|                                     |            |                                            |
| Wanamaker 25 Wilbekin 14 Clyburn 11 | Punti      | 17 Llull 15 Thompkins, Randolph 12 Carroll |
| Wilbekin 3                          | Assist     | 7 Dončić                                   |
| Moerman, Žižić 6                    | Rimbalzi   | 8 Ayón                                     |
| David Blatt                         | Allenatori | Pablo Laso                                 |

### Panathinaikos - Fenerbahçe
| Arbitri: | Daniel Hierrezuelo Ilija Belosevic Carmelo Paternicò |

|                               |            |                                   |
| Rivers 16 James 14 Calathes 9 | Punti      | 23 Bogdanović 16 Kalinić 13 Dixon |
| Calathes 5                    | Assist     | 5 Sloukas                         |
| Mpourousīs 6                  | Rimbalzi   | 6 Sloukas                         |
| Xavi Pascual                  | Allenatori | Željko Obradović                  |

| Arbitri: | Sasa Pukl Oļegs Latiševs Benjamin Jimenez |

|                                     |            |                                |
| James 22 Singleton 14 Mpourousīs 13 | Punti      | 25 Bogdanović 22 Udoh 14 Dixon |
| Calathes 5                          | Assist     | 7 Sloukas                      |
| Mpourousīs 6                        | Rimbalzi   | 9 Udoh                         |
| Xavi Pascual                        | Allenatori | Željko Obradović               |

| Arbitri: | Luigi Lamonica Fernando Rocha Borys Ryzhyk |

|                                                           |            |                                |
| Dixon 13 Nunnally 12 Udoh, Bogdanović, Kalinić, Datome 10 | Punti      | 16 Rivers 12 Singleton 8 James |
| Sloukas 4                                                 | Assist     | 4 James                        |
| Udoh 10                                                   | Rimbalzi   | 5 Singleton, Gist              |
| Željko Obradović                                          | Allenatori | Xavi Pascual                   |

### Olympiacos Atene - Anadolu Efes
| Arbitri: | Fernando Rocha Juan Carlos Garcia Gonzalez Oļegs Latiševs |

|                                               |            |                                    |
| Mantzarīs 14 Green 13 Milutinov, Printezīs 11 | Punti      | 17 Honeycutt 14 Heurtel 12 Granger |
| Spanoulīs 7                                   | Assist     | 4 Heurtel                          |
| Printezīs 11                                  | Rimbalzi   | 10 Honeycutt                       |
| Giannīs Sfairopoulos                          | Allenatori | Velimir Perasović                  |

| Arbitri: | Luigi Lamonica Miguel Perez Perez Amit Balak |

|                                                 |            |                                   |
| Spanoulīs, Printezīs 20 Green 10 Papanikolaou 7 | Punti      | 16 Dunston 15 Honeycutt 9 Granger |
| Spanoulīs 6                                     | Assist     | 9 Granger                         |
| Printezīs, Papanikolaou 6                       | Rimbalzi   | 9 Honeycutt                       |
| Giannīs Sfairopoulos                            | Allenatori | Velimir Perasović                 |

| Arbitri: | Daniel Hierrezuelo Damir Javor Robert Lottermoser |

|                                |            |                                                           |
| Dunston 16 Heurtel 13 Brown 12 | Punti      | 15 Spanoulīs 8 Green, Printezīs, Mantzarīs 7 Papanikolaou |
| Heurtel 6                      | Assist     | 7 Spanoulīs                                               |
| Dunston 9                      | Rimbalzi   | 7 Birch, Papapetrou, Printezīs                            |
| Velimir Perasović              | Allenatori | Giannīs Sfairopoulos                                      |

| Arbitri: | Borys Ryzhyk Juan Carlos Garcia Gonzalez Matej Boltauzer |

|                            |            |                                    |
| Granger 17 Brown 9 Osman 8 | Punti      | 18 Spanoulīs 11 Printezīs 10 Green |
| Heurtel 5                  | Assist     | 5 Mantzarīs                        |
| Dunston 11                 | Rimbalzi   | 7 Young                            |
| Velimir Perasović          | Allenatori | Giannīs Sfairopoulos               |

| Arbitri: | Daniel Hierrezuelo Milivoje Jovcic Oļegs Latiševs |

|                                    |            |                                                               |
| Spanoulīs 22 Printezīs 14 Green 10 | Punti      | 11 Osman 10 Thomas, Honeycutt, Brown, Granger, Heurtel 9 Paul |
| Spanoulīs 6                        | Assist     | 6 Heurtel                                                     |
| Birch 11                           | Rimbalzi   | 10 Honeycutt                                                  |
| Giannīs Sfairopoulos               | Allenatori | Velimir Perasović                                             |

### CSKA Mosca - Baskonia
| Arbitri: | Damir Javor Robert Lottermoser Piotr Pastusiak |

|                                   |            |                                                      |
| Teodosić 22 de Colo 17 Higgins 12 | Punti      | 17 Larkin 13 Beaubois 12 Voigtmann, Hanga, Shengelia |
| Teodosić, Jackson 5               | Assist     | 4 Hanga, Luz                                         |
| Augustine, Voroncevič, Kurbanov 5 | Rimbalzi   | 8 Voigtmann                                          |
| Dīmītrīs Itoudīs                  | Allenatori | Sito Alonso                                          |

| Arbitri: | Sreten Radovic Milivoje Jovcic Mario Majkic |

|                                           |            |                                              |
| Teodosić 16 de Colo, Hines 10 Augustine 9 | Punti      | 21 Beaubois 12 Budinger 10 Voigtmann, Tillie |
| Teodosić 8                                | Assist     | 8 Larkin                                     |
| Chrjapa 6                                 | Rimbalzi   | 9 Tillie                                     |
| Dīmītrīs Itoudīs                          | Allenatori | Sito Alonso                                  |

| Arbitri: | Ilija Belosevic Carmelo Paternicò Matej Boltauzer |

|                                           |            |                                   |
| Shengelia 19 Budinger 15 Larkin, Hanga 13 | Punti      | 21 Higgins 15 de Colo 13 Teodosić |
| Larkin 5                                  | Assist     | 5 de Colo                         |
| Budinger 8                                | Rimbalzi   | 7 Voroncevič, Hines               |
| Sito Alonso                               | Allenatori | Dīmītrīs Itoudīs                  |